# Давньогрецька комедія

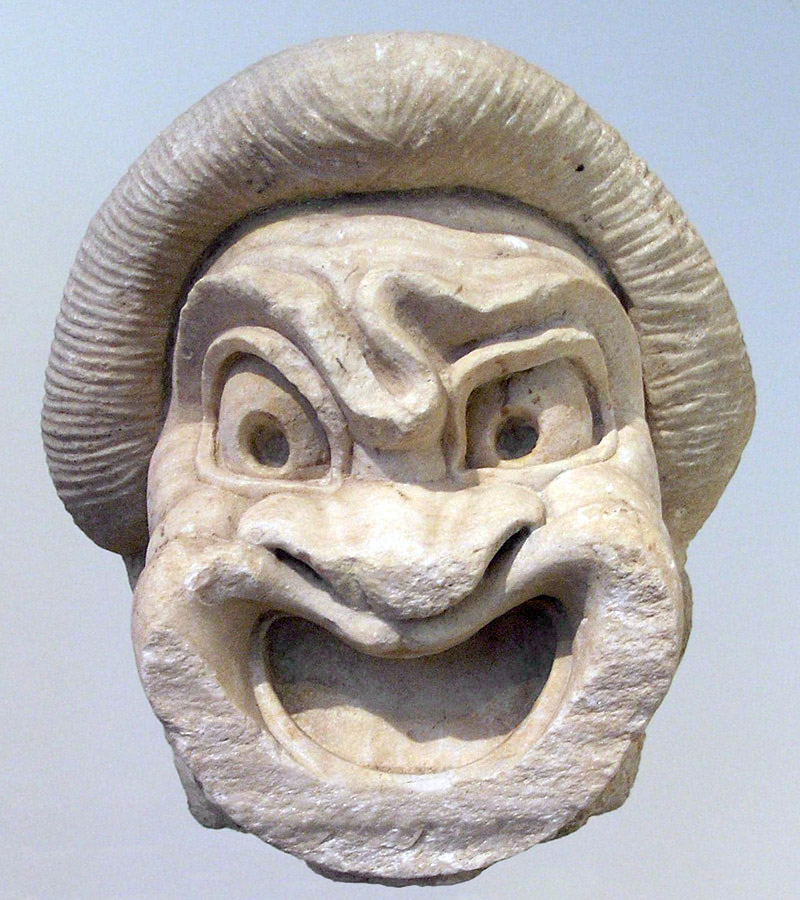
Театральна маска Нової Аттичної комедії, пентелійський мармур

Давньогрецька комедія (грец. Αρχαία Ελληνική κωμωδία) — давньогрецький драматичний жанр, за допомогою якого у гостро-сатиричній, дотепній формі висміювалися людські вади.

## Походження та значення комедії
Коме́дія — драматичний твір, у якому засобами гумору та сатири викриваються негативні суспільні та побутові явища, розкривається смішне в навколишній дійсності людини чи тварини.
Саме слово «комедія» походить від двох коренів: «kommos» — «ряжені натовпи людей напідпитку» і «ode» — «пісня». Іноді слово «комедія» ще й тлумачать як «сільська пісня».
Давня комедія остаточно сформувалася як жанр в Аттиці, зокрема у Стародавніх Афінах, у 480-х роках до н. е. Зачинателем жанру комедії в Афінах та Аттиці загалом був мегарієць Сусаріон.
Точні дані про її походження відсутні, тому ця проблема, як і походження трагедії, є досить складною. Хоч яким парадоксальним це може видатися на перший погляд, але таких два діаметрально протилежних явища, як, з одного боку, трагедія (театральна вистава вкрай похмурої тональності) і, з другого боку, комедія (весела, смішна театральна вистава) дослідники пов'язують з єдиним джерелом — Діонісійськими святами. Релігієзнавці цей гаданий парадокс можуть легко пояснити. Відповідь на питання лежить в самому характері Діонісій (свята бога, котрий зникає та повертається). За віруваннями еллінів, коли Діоніс покидав Елладу, наставала зима, земля не плодоносила, починався голод. Отже, закодованим сенсом першої частини Діонісій було відтворення печалі еллінів з приводу відсутності Діоніса. Цьому настрою відповідає настрій трагедії. Проте тим більшою була радість еллінів, коли бог родючості нарешті повертався до Еллади (тобто наставала весна і природа оживала). Цю радість необхідно було не просто висловити, а й акцентовано підкреслити — а цьому відповідала тональність веселої вистави — комедії.
Елліни, які так сумували в першій частині свят на честь Діоніса, на другій (веселій) частині цього свята бурхливо раділи, співали, жартували, причащалися вином — дарунком Діоніса, котрий був ще й богом виноробства. В такому збудженому стані вони дозволяли собі різні жарти, зокрема й не зовсім пристойні. Саме тут витоки майбутнього ставлення до трагедії як до «високого» жанру, а до комедії як жанру «низького».
Фалічні пісні — ще одне джерело комедії. Вони також виконувалися під час весняних сільських свят родючості, і тональністю нагадували вже згадану пісню Комосу. Їх виконувала процесія селян, які вже добре почастувалися Діонісовими дарами, тобто вином. Вони несли кошики з першими сільськогосподарськими плодами, деякі з них тримали в руках великі зображення символів плодючості — фали (пеніси), які символізували животворні сили природи, що пробуджувалися навесні.
Ще одне джерело — гномічні пісні, або «викривальні куплети», які виконували зазвичай бідні мешканці сіл і полісів уночі, зміненим голосом (аби уникнути помсти) на відстані чутності біля помешкань тих, хто їх чимось образив. Іноді ці виконавці були талановитими промовцями, а їхні пісні досягали мети — «виховували» людей. Тож згодом урядовці Еллади почали заохочувати таких самородків до створення комедій, адже драма в Елладі вважалася важливим засобом виховання демосу.

## Основні етапи
Розрізняли три етапи давньогрецької комедії, сприйняті пізнішим європейським літературознавством:
- давній (486—404 до н. е.) — від Великих Діонісій до поразки Афін у Пелопоннеській війні;
- середній (404—336 або 323 до н. е.), тобто до смерті Александра Македонського та наступного занепаду його імперії;
- новий, розквіт якого припадає на останню чверть IV — перші десятиліття III століття до н. е.

Давньогрецькій комедії давнього етапу притаманна соціальна заангажованість, політична сатира, гротескно-фантастичний сюжет (комедії Аристофана, Кратіна та ін.), середнього — міфологічна травестія, стереотипні маски вояка, гетери, кухаря та ін. Нова давньогрецька комедія зосереджувалася на сімейно-побутових мотивах, зокрема, на темі збезчещеної дівчини та покинутих дітей (Менандр, Філемон та ін.).

## Комедії Арістофана
Найвидатнішим представником давньої аттичної комедії був афінський драматург Арістофан, якого шанобливо називають «батьком комедії».
Комедія — жанр, доведений до досконалості Арістофаном і двома його головними суперниками, Евполідом й Кратіном, очевидно, виникла з об'єднання традиційних народних розваг, таких, як міми, імпровізовані фарси та сільські пісні, зі стародавнім культом родючості на честь Діоніса. У древній комедії панують непристойність, злободенність, надзвичайно грубі особисті і політичні випади. Комедіографи користувалися нічим не обмеженою волею слова, і навіть видатні діячі не були позбавлені гноблень. З іншого боку, поетів все-таки іноді наздоганяла кара: так, повідомляється, що Алківіад відповів на сатиру тим, що зіштовхнув Евполіда в море. Клеон, у той час один з перших осіб у державі, обрав помірніший спосіб зведення рахунків, подавши на Арістофана скаргу до Ради, коли молодий поет обрушився на нього у «Вавилонянах». Проте твори Арістофана не заборонялися, і він продовжував нападки на Клеона, не припинивши їх і після смерті останнього.
Уперше в афінському театрі Арістофан виступив у 427 р. до н. е. (втрачена комедія «Бенкетуючі»); а його останній твір датують до 388 р. до н. е. Усього він написав не менше 40 комедій, до нас дійшли повністю лише одинадцять (а від інших збереглося бл. 900 фрагментів).
Уцілілі комедії поділяються на три групи:

### Комедії першого періоду (425—421рр. до н.е.)
Відрізняються найяскравішою політичною спрямованістю, об'єкт критики в них завжди визначений з максимальною точністю. Носієм публіцистично-викривального начала є хор, що активно виступає в пароді, парабасі й агоні персонаж, що втілює соціальне зло, часто запозичує конкретні риси в реально існуючої особи, але наділяється узагальненими ознаками певного типу — «демагога» (Чинбар), «філософа» (Сократ), «посла», «судді» тощо Характеристика такого героя створюється переважно зовнішніми або максимально конкретними ознаками: від промов і підношень Пафлогонца пахне шкірою; «вознесений» в думках Сократ поміщається в кошику, що висить між небом і землею. Широко застосовується фольклорна за своїм походженням гіпербола, що відкриває шлях відвертого гротеску і шаржу. До нього входять:
- «Ахарняни» (425 р. до н. е.), присвяченої критиці братовбивчої війни між Афінами та Спартою.
- «Вершники» (424 р. до н. е.), спрямованої проти всемогутнього тоді в Афінах демагога Клеона, який прагнув «війни до переможного кінця».
- «Хмари» (423 р. до н. е.)
- «Оси» (422 р. до н. е.), спрямовану проти афінської верхівки, котра присвоювала собі левову частку народних грошей, а старих людей примушувала заробляти на життя сидінням на судових засіданнях, від чого ті уподібнювалися осам, прагнучи сильніше «вжалити» підсудних (звідси назва твору).
- «Мир» (421 р. до н. е.)

### Комедії другого періоду (414—405рр.до н.е)
Відрізняються постановкою загальніших питань і ослабленням персональної інвективи. Робиться спроба включити хорову парабасу в розвиток сюжету і підпорядкувати цій же меті епізодичні зчіпки в другій половині комедії — найуспішніше це втілено в комедії «Лісістрата», де розв'язка настає лише в кінці п'єси і гостра сюжетна ситуація тримає читача в напрузі до останньої миті. У другий період входять:
- «Птахи» (414. до н. е.) утопічно-сатиричний твір, що відкриває приховані пружини афінської політики.
- «Жінки на святі Тесмофорій» (411 р. до н. е.), де висміяно драматургію Еврипіда, якого жінки карають за те, що в його трагедіях жіночі образи є негативними.
- «Жаби» (405 р. до н. е.)

### Комедії третього періоду (392—388рр. до н.е)
Подальший розвиток тенденції до індивідуальної характерності і побутової конкретності персонажа. Найкращий приклад — образ пронизливого і нахабного раба Каріона в «Плутосі» — безсумнівному предтечі рабів новоаттичної (Менандр) і римської комедії (Плавт), а через них і європейські комедії нового часу (Бомарше, Карпенко-Карий).
Майже нівелюється партія хору: його функції зводяться до танцю в перервах між окремими епізодами, настільки мало пов'язані зі змістом комедії, що для них навіть не завжди пишеться спеціальний текст, а тільки відзначається момент вступу хору зі вставним номером. Входять дві комедії:
- «Жінки в народних зборах» (392 р. до н. е.), про фантастичну ситуацію, коли переодягнені чоловіками жінки захоплюють владу в народних зборах і змінюють закони згідно зі своїми інтересами, встановлюючи своєрідну «комуну» — спільність майна, дітей і чоловіків, але зазнають поразки.
- «Плутос» (388 р. до н. е.), фантастична ситуація, коли багатство чесних землеробів забезпечується одужанням бога Плутоса; піднято також гостре питання про роль рабства у забезпеченні безбідного життя афінян.

У формальній побудові п'єси Арістофан дотимувався завжди однієї і тієї ж схеми, іноді приносячи в неї розмаїтість. Пролог, звичайно довший, ніж у трагедіях, представляє публіці комічного героя та попередньо описує ситуацію. Тут же герой (часто це пересічний сільський житель) викладає неймовірний план — як разом позбавити людство від усіх нещасть, і цей план стає основою розвитку сюжету. Потім виходить хор, як правило, щоб протистояти планам героя, якому доводиться докласти зусилля для залучення хору на свою сторону. Вихід хору називається «парод», за ним найчастіше йде сцена суперечки, «агон», у результаті якого учасники хору погоджуються прийняти план головного героя. Потім персонажі п'єси залишають сцену, щоб розпочати здійснювати план, а хор тим часом виконує «парабасу» (буквально «вихід уперед»), розгорнуте звернення до публіки, звичайно в сімох частинах з мінливим віршованим розміром, у якому поет прямо говорить з публікою про політика, суперників по ремеслу і про самого себе. У наступним за «парабасою» сценах план має успіх. Ці сцени пожвавлюються грубуватим фарсом, коли блаженна свобода, забезпечена новим порядком речей, дозволяє запросто виганяти різного роду ошуканців і самозванців. Епізоди перемежовуються піснями, то ніжно-ліричними, то грубо непристойними, що виконуються хором. Завершується п'єса святом, найчастіше це буває весілля героя з алегоричною фігурою, що символізує його торжество.
Імовірно, не було нічого дивного в тому, що в IV ст. до н.е. комедії такого роду вже не писали — існування жанру древньої комедії було нерозривно зв'язане з розквітом афінської демократії й обумовлене як згуртованістю громадян міста-держави, так і повною волею слова. Як представника цього жанру Арістофан практично не мав впливу на подальший розвиток літератури, оскільки в елліністичний і римський періоди беззастережно панує нова комедія. Горацій ностальгійно згадує Арістофана як поета, який користувався повною волею слова, однак пізніші автори майже не згадують про нього, попри найбільшу славу, що оточувала його при житті.
Комедії Арістофана, які дійшли до нас повністю, охоплюють майже сорокарічний період історії Афін, насичений подіями виняткової важливості.

## Галерея

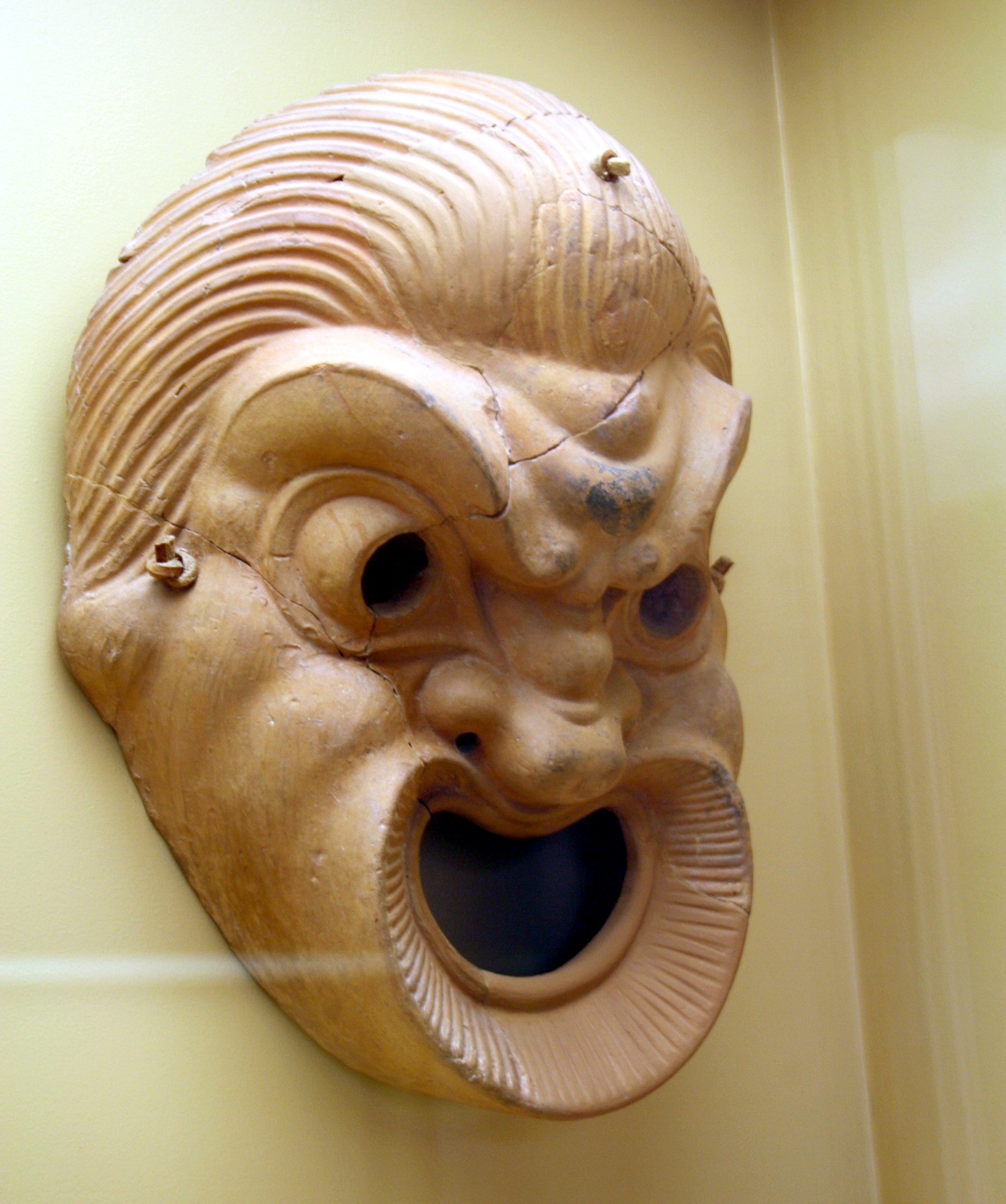
Керамічна маска комедійного актора